# Copris lannathai
Copris lannathai är en skalbaggsart som beskrevs av Hanboonsong, Masumoto och Teruo Ochi 2003. Copris lannathai ingår i släktet Copris och familjen bladhorningar. Inga underarter finns listade i Catalogue of Life.